# Лариса Церич
Лариса Церич (босн. Larisa Cerić; нар. 26 січня 1991, Травник) — боснійська дзюдоїстка. Призер чемпіонатів Європи (2014 та 2017). Учасниця Олімпійських ігор 2016 року в Ріо-де-Жанейро. Чотири рази ставала найкращою спортсменкою року Боснії і Герцеговини (в 2009, 2010, 2013 та 2014 роках). У грудні 2015 року виграла срібну медаль зі швейцарською командою Cortaillod на європейських змаганнях «Золота Ліга» у Відні.

## Участь в Олімпійських іграх

### Ріо 2016
Лариса Церич взяла участь у літніх Олімпійських іграх 2016 року в Ріо-де-Жанейро, але програла вже у першому поєдинку..
| Спортсмен    | Категорія   | 1/32                  | 1/16                                                  | Чвертьфінал           | Півфінал              | Втішний раунд         | Фінал/БМ              | Фінал/БМ   |
| Спортсмен    | Категорія   | Супротивник Результат | Супротивник Результат                                 | Супротивник Результат | Супротивник Результат | Супротивник Результат | Супротивник Результат | Місце      |
| ------------ | ----------- | --------------------- | ----------------------------------------------------- | --------------------- | --------------------- | --------------------- | --------------------- | ---------- |
| Лариса Церич | понад 78 кг | n/a                   | Ніхель Шейх Руху (TUN) L 000—000 (за рішенням суддів) | Не пройшла            | Не пройшла            | Не пройшла            | Не пройшла            | Не пройшла |